# (3113) Чижевский
(3113) Чижевский — астероид главного пояса, открытый 1 сентября 1978 года советским астрономом Н. С. Черных в Крымской астрофизической обсерватории. Назван в честь учёного-биофизика, одного из основателей космического естествознания А. Л. Чижевского.